# 筑豊直方駅
筑豊直方駅（ちくほうのおがたえき）は、福岡県直方市知古一丁目にある、筑豊電気鉄道筑豊電気鉄道線の駅である。同路線の終点駅である。駅番号はCK21。
九州旅客鉄道（JR九州）筑豊本線の直方駅とは直線距離にしておよそ500メートルほど離れている（徒歩約10分）。

## 歴史
- 1959年（昭和34年）9月18日：駅開業。
- 2020年（令和2年）11月：武田塾がネーミングライツを取得し、「武田塾直方校前」という副駅名が付く。

## 駅構造
頭端式ホーム2面2線の高架駅。無人駅。駅出入口の階段に直結していること、上屋があることなどから、ほとんどの列車は2番のりばを使用する。ラッシュ時や臨時列車運転時を除いて1番のりばはほとんど使用されない。無人駅だが、定期券発売所が設置されている。　
| ホーム | 路線        | 行先                       | 備考                  |
| ------ | ----------- | -------------------------- | --------------------- |
| 1      | ■筑豊電鉄線 | 楠橋・永犬丸・黒崎駅前方面 | 通常は2番のりばを使用 |
| 2      | ■筑豊電鉄線 | 楠橋・永犬丸・黒崎駅前方面 | 通常は2番のりばを使用 |

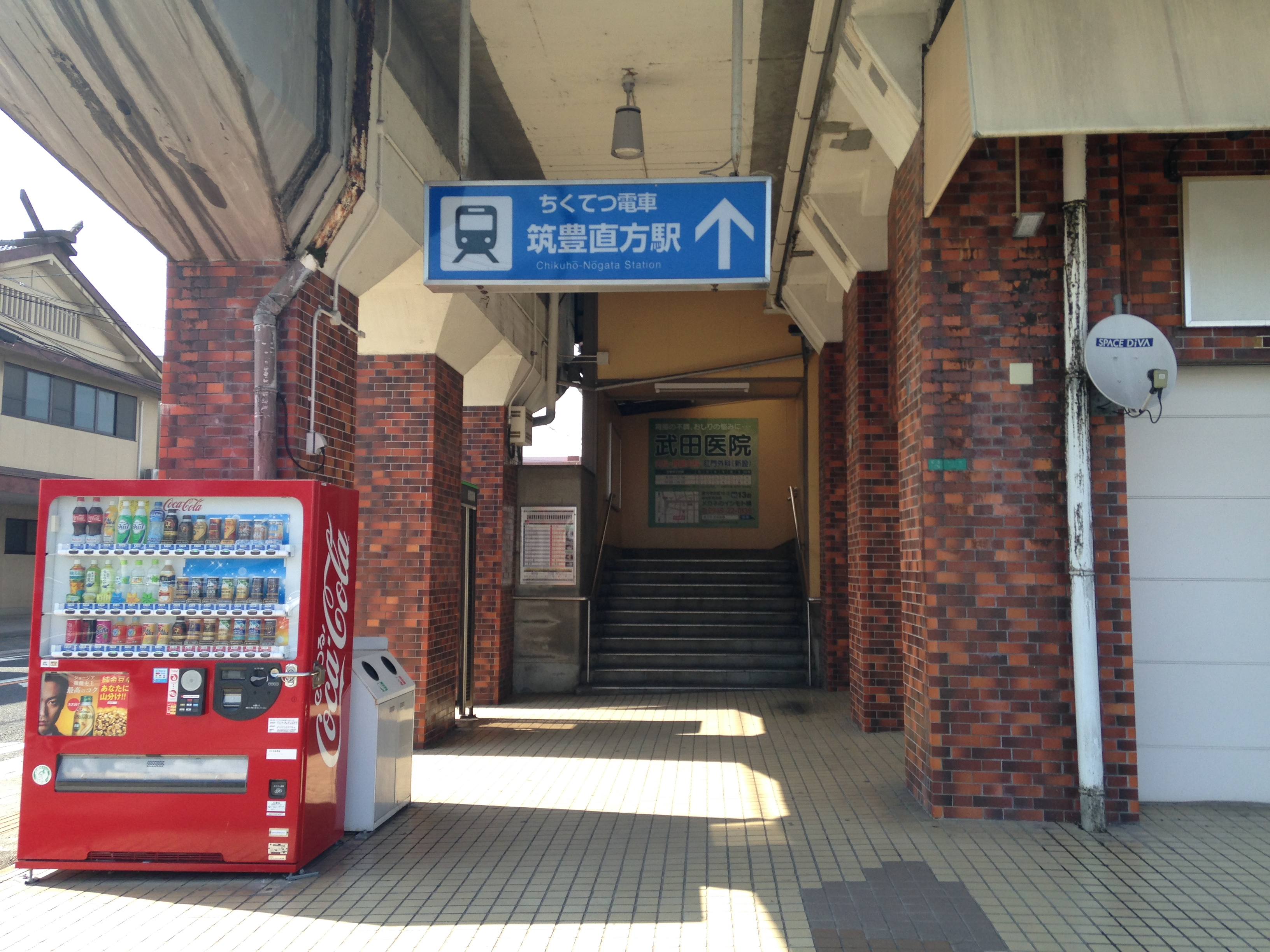
駅入口の看板（2016年4月、「ちくてつ電車」と表記）
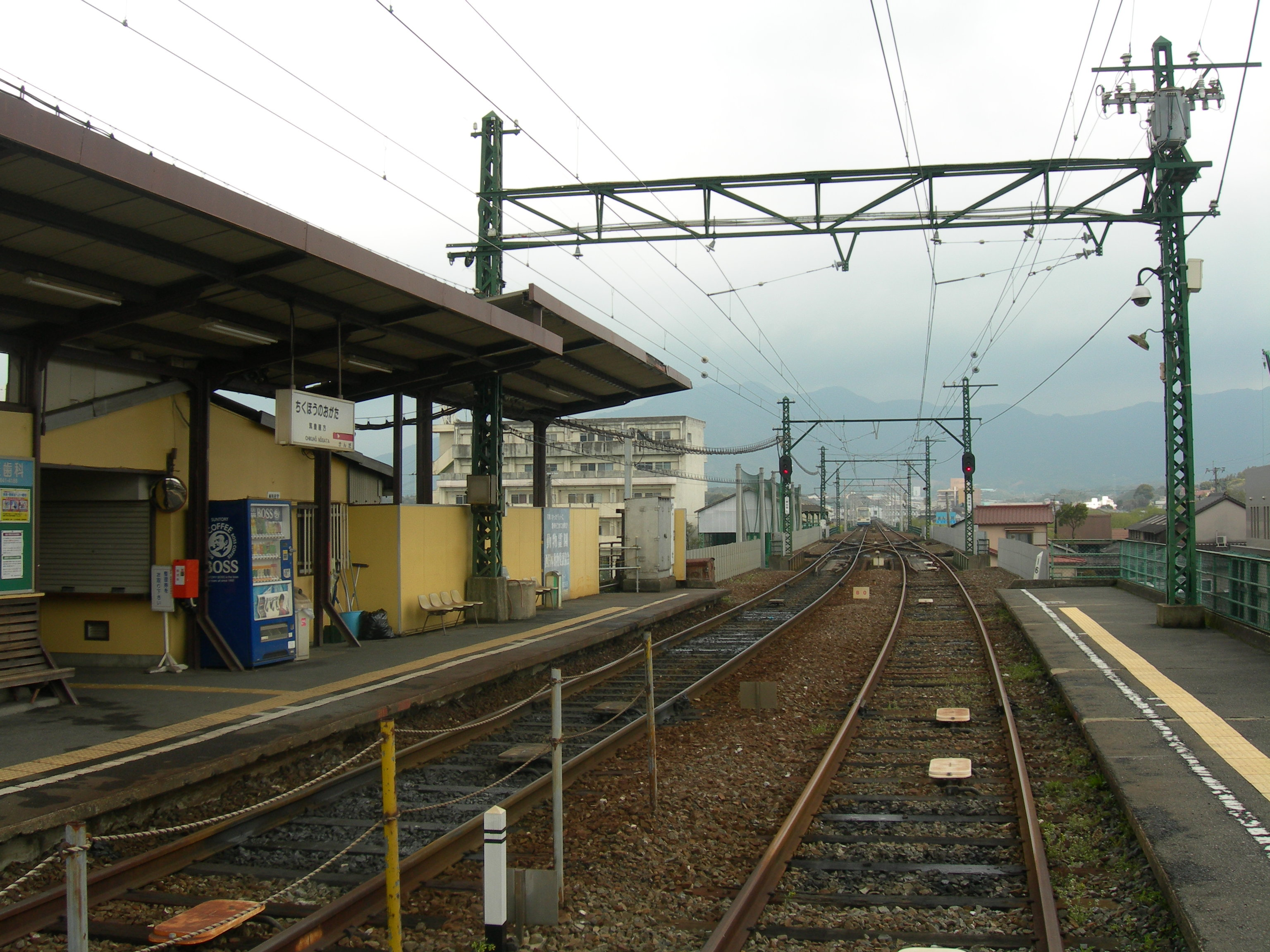
ホーム（2008年3月）
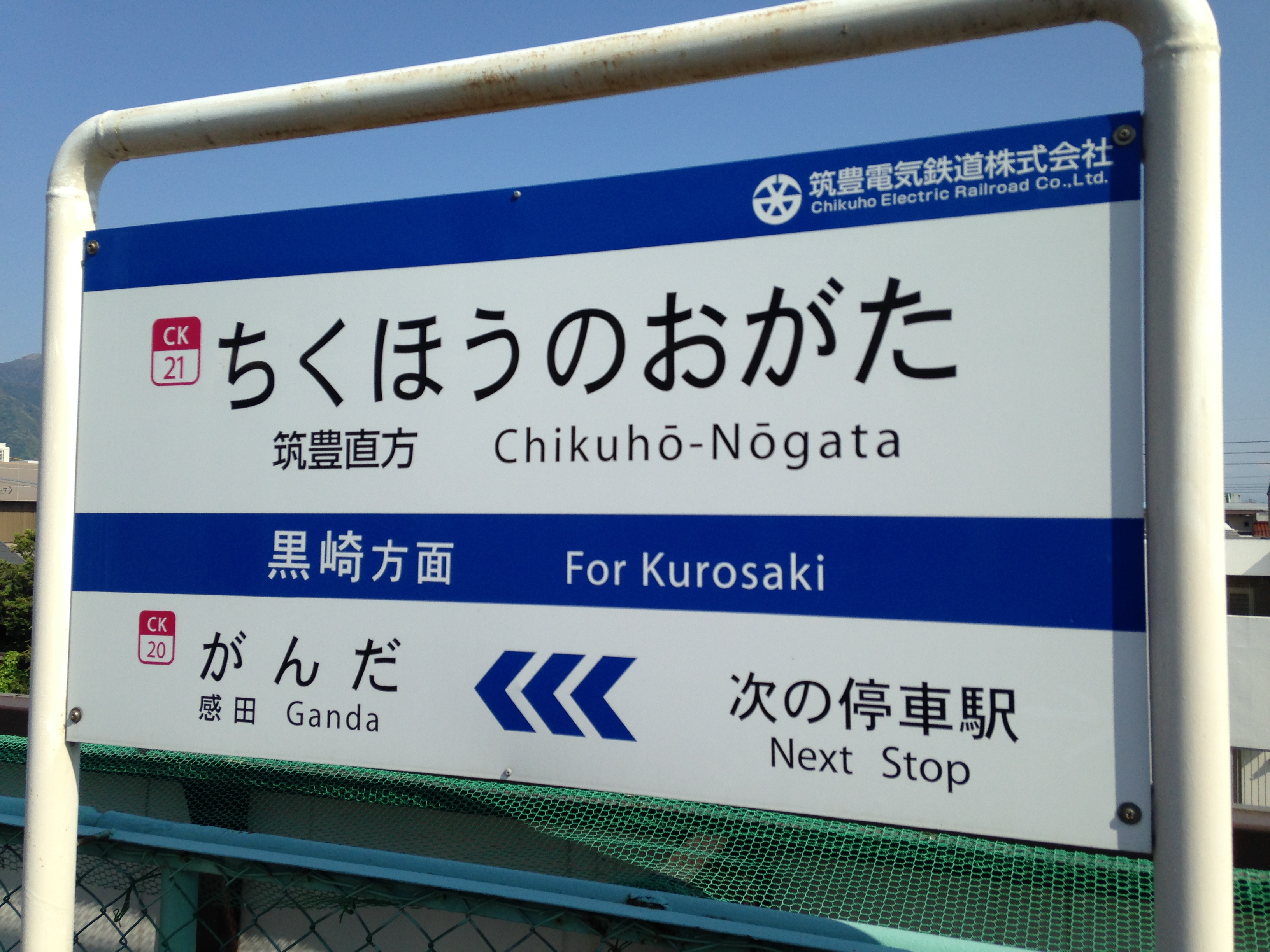
駅名標（2016年4月、終点駅のため終端側には「次の停車駅」と表記）
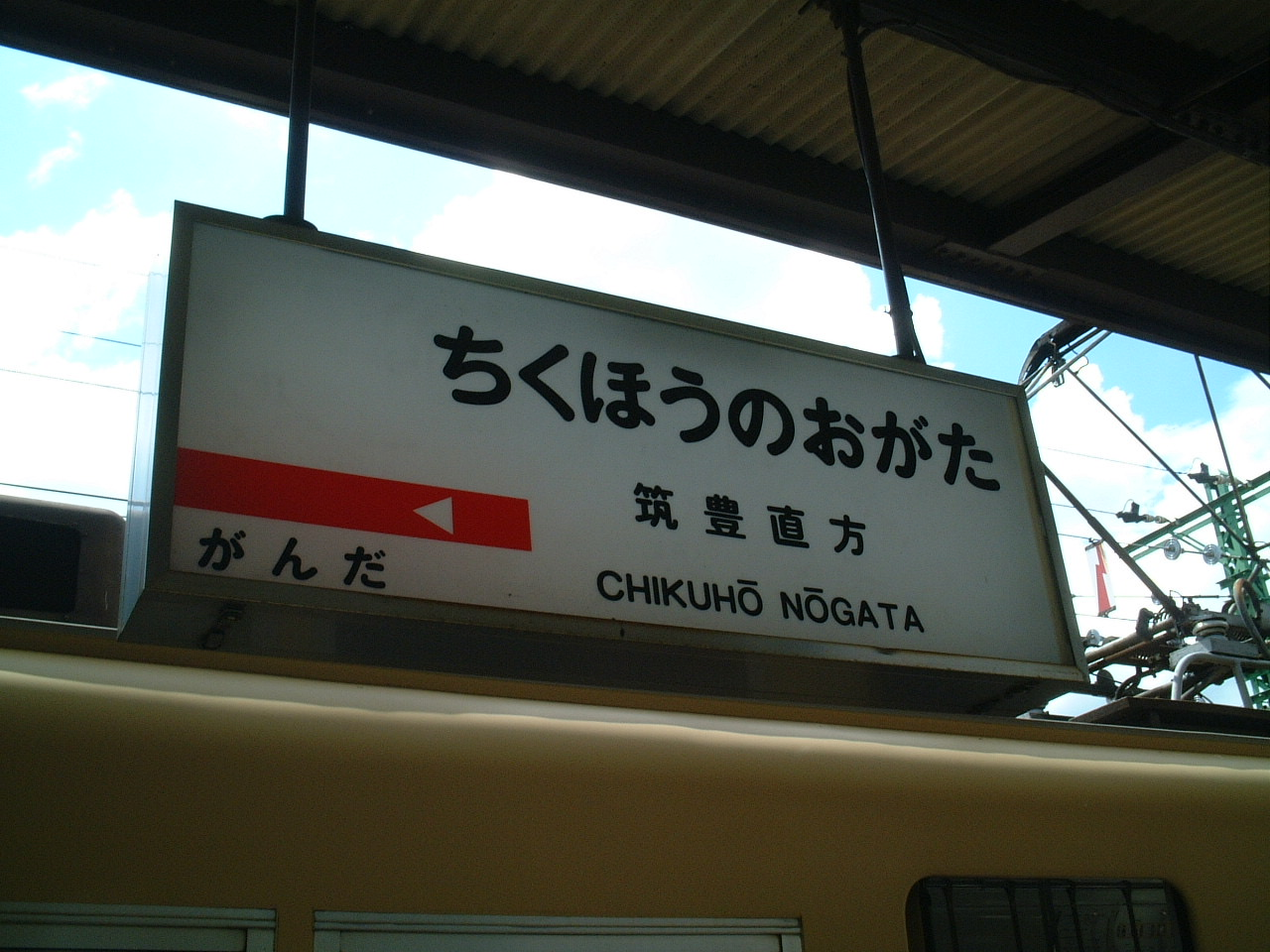
駅名標（2001年8月当時）

## 利用状況
2022年度の1日平均乗降人員は848人である。
近年の1日平均乗降人員は下表のとおりである。
| 年度               | 1日平均 乗降人員 |
| ------------------ | ---------------- |
| 2010年（平成22年） | 987              |
| 2011年（平成23年） | 908              |
| 2012年（平成24年） | 770              |
| 2013年（平成25年） | 962              |
| 2014年（平成26年） | 888              |
| 2015年（平成27年） | 899              |
| 2016年（平成28年） | 897              |
| 2017年（平成29年） | 878              |
| 2018年（平成30年） | 919              |
| 2019年（令和元年） | 908              |
| 2020年（令和2年）  | 686              |
| 2021年（令和3年）  | 729              |
| 2022年（令和4年）  | 848              |

## 駅周辺
当駅は直方市中心市街地の北のはずれに位置しており、中心市街地の西端に位置する直方駅や西鉄直方バスセンターとの間は最短経路でも約800メートルの距離がある。
2014年（平成26年）7月、直方市が中心となりJR直方駅付近まで延伸するルートや需要などを検討していることが報道された。直方市は将来都市像としてこの計画などを策定した計画書、「直方市総合計画」を発行してJR直方駅方面への延伸計画を検討する旨を発表している。
- JR筑豊本線・平成筑豊鉄道直方駅
- 西鉄バス直方バスセンター（同上）
- 福岡県道27号直方芦屋線
- サンリブのおがた店
- 福岡県直方総合庁舎
- 直方市立直方北小学校
- 直方市立図書館・ユメニティ直方
- 大和青藍高等学校
- 直方年金事務所

## バス路線
西鉄バス筑豊の「筑鉄直方」バス停がある。県道27号線上と高架下側に分散して設置されている。
- 県道27号線上
  - 66：直方 - 筑鉄直方 - 新入本村 - 鞍手役場 - 遠賀川駅
  - 68：直方 - 筑鉄直方 - 五反田 -中山口 - 鞍手役場 - 遠賀川駅
- 高架下
  - 1：直方 - 筑鉄直方 - 直方高校先回り - 筑豊高校 - 頓野グランド前（循環：市営・県営住宅方面)

　　（毎週土曜午後1本のみ)

## 隣の駅
筑豊電気鉄道
■筑豊電気鉄道線
感田駅 (CK20) - 筑豊直方駅 (CK21)